# Riama stigmatoral
Riama stigmatoral — вид ящірок родини гімнофтальмових (Gymnophthalmidae). Ендемік Еквадору.

## Поширення і екологія
Riama stigmatoral мешкають в Еквадорських Андах, в басейні річки Пауте, в провінціях Асуай і Морона-Сантьяго. Вони живуть у вологих гірських тропічних лісах, на висоті від 1473 до 2876 м над рівнем моря.

## Збереження
МСОП класифікує цей вид як вразливий. Riama stigmatoral загрожує знищення природного середовища.